# Unadilla (Nebraska)
Unadilla es una villa ubicada en el condado de Otoe en el estado estadounidense de Nebraska. En el Censo de 2010 tenía una población de 311 habitantes y una densidad poblacional de 391,13 personas por km².

## Geografía
Unadilla se encuentra ubicada en las coordenadas 40°40′58″N 96°16′12″O / 40.68278, -96.27000. Según la Oficina del Censo de los Estados Unidos, Unadilla tiene una superficie total de 0.8 km², de la cual 0.8 km² corresponden a tierra firme y (0%) 0 km² es agua.

## Demografía
Según el censo de 2010, había 311 personas residiendo en Unadilla. La densidad de población era de 391,13 hab./km². De los 311 habitantes, Unadilla estaba compuesto por el 96.14% blancos, el 0.64% eran afroamericanos, el 0.96% eran amerindios, el 0% eran asiáticos, el 0% eran isleños del Pacífico, el 0.64% eran de otras razas y el 1.61% pertenecían a dos o más razas. Del total de la población el 0.64% eran hispanos o latinos de cualquier raza.